# Дніпровський узвіз
Дніпро́вський узві́з — вулиця у Печерському районі міста Києва. Пролягає від площі Андрія Первозванного до Набережного шосе.

## Історія

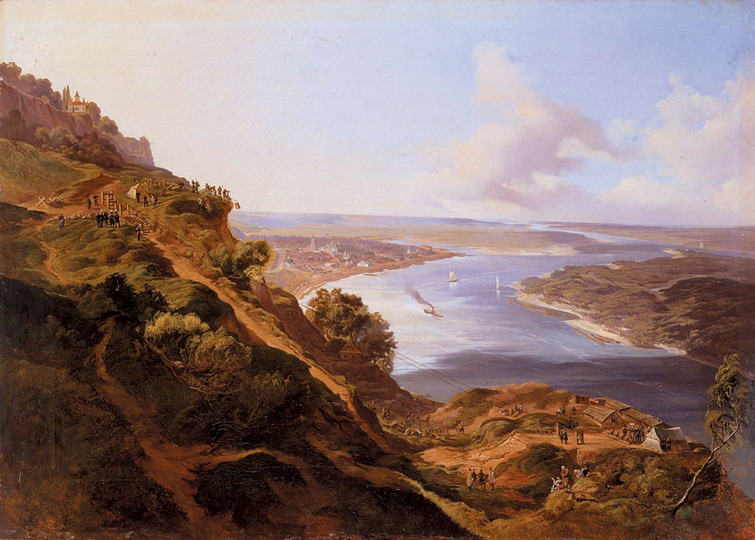
Будівництво Микільського узвозу. Середина ХІХ ст.

Узвіз прокладений 1848 року у процесі реконструкції стародавнього Спаського узвозу. Від того часу мав назву Панкратьєвський (на честь колишнього київського губернатора Петра Панкратьєва). З 1850-х років — Миколаївський узвіз, як шлях до Миколаївського ланцюгового мосту, побудованного у 1853 році. З 1928 року — узвіз Євгенії Бош, під час окупації міста у 1941–1943 роках — Микільський узвіз. Сучасна назва — з 1940 року (назву підтверджено 1944 року).
2001 року частину узвозу від площі Слави до площі Андрія Первозванного виділено в окрему вулицю — алею Героїв Крут.
У нижній частині, перед Набережним шосе, узвіз розгалужується на два шляхи. Шлях, що йде в напрямку моста Метро, до 1980-х років мав назву Дніпровський проїзд.
Забудова на узвозі відсутня, він пролягає дніпровими схилами через паркову зону і сполучає Печерськ із берегом Дніпра.